# Phytoecia waltli
Phytoecia waltli là một loài bọ cánh cứng trong họ Cerambycidae.